# Le Pirate du diable
Pour plus de détails, voir Fiche technique et Distribution.
Le Pirate du diable (Il pirata del diavolo) est un film d'aventure dramatique italo-yougoslave sorti en 1963, réalisé par Roberto Mauri.

## Synopsis
Marco Trevisan revient de Venise dans sa ville natale en s'attendant à être accueilli par une fête de bienvenue. Mais il est attaqué et capturé par les hommes de Rabanek, un pirate sarrasin qui terrorise la population par ses pillages et sa cruauté.

## Fiche technique
- Titre français : Le Pirate du diable[1]
- Titre original italien : Il pirata del diavolo
- Réalisation : Roberto Mauri
- Scénario : Mario Colucci, Roberto Mauri
- Musique : Aldo Piga (en)
- Production : Aldo Piga et Gisleno Procaccini pour Triglav Film et Walmar Cinematografica
- Photographie : Angelo Baistrocchi
- Format d'image : 2,35:1
- Montage : Mariano Arditi
- Durée : 89 min[2]
- Maquillage : Anchise Pieralli
- Pays de production :  Italie,  Yougoslavie[2]
- Genre : aventures maritimes, drame
- Date de sortie :
  - Italie : 1963
  - France : inédit à Paris, distribué en province[1]

## Distribution
- Richard Harrison : Marco Trevisan
- Walter Brandi : Ranieri
- Annamaria Ubaldi : Alina
- Gino Turini (sous le pseudo de John Turner) : Giovanni
- Luigi Batzella (sous le pseudo de Paolo Solvay) : Mahmud
- Lorenzo Artale : conte Trevisan
- Anita Todesco : Zoraide
- Liana Dori : Velia
- Lilly Landers : Caterina
- Demeter Bitenc : Rabeneck
- Maretta Procaccini : Maretta